# Tlaola
Tlaola är en ort i Mexiko.   Den ligger i kommunen Tlaola och delstaten Puebla, i den sydöstra delen av landet, 150 km nordost om huvudstaden Mexico City. Tlaola ligger 1 169 meter över havet och antalet invånare är 1 406.
Terrängen runt Tlaola är lite bergig. Runt Tlaola är det ganska tätbefolkat, med 160 invånare per kvadratkilometer. Närmaste större samhälle är Huauchinango, 14,3 km väster om Tlaola. Omgivningarna runt Tlaola är en mosaik av jordbruksmark och naturlig växtlighet.